# Colchicum szovitsii
Colchicum szovitsii là một loài thực vật có hoa trong họ Colchicaceae. Loài này được Fisch. & C.A.Mey. miêu tả khoa học đầu tiên năm 1835.